# ریدگلی (مریلند)
ریدگلی (به انگلیسی: Ridgely) شهری در ایالت مریلند کشور ایالات متحده آمریکا است که جمعیت آن در سرشماری سال ۲۰۱۰ میلادی، ۱٬۶۳۹ نفر بوده‌است.